# Kollineáció
A kollineációk a projektív és az affin geometriai terek egyenestartó leképezései. Általában azokat a kollineációkat tekintik, amik egy teret önmagára képeznek le. Két kollineáció egymásutánja szintén kollineáció, és kollineáció inverze is kollineáció. A kollineációk csoportot alkotnak a kompozícióra, mint szorzásra, és az identitással, mint egységelemmel. A kollineációcsoport ismert részcsoportjai a hasonlóságok, az egybevágóságok, a mozgások, a forgáscsoportok és az eltoláscsoport. Egy egyenes kollineációi éppen a bijekciói, így a kollineációkat legalább kétdimenziós tereken szokták tanulmányozni.

## Tulajdonságai
Legtöbbet a síkok kollineációival foglalkoznak, mivel a nem desargues-i síkok szerkezete nem írható le csak affinitásokkal és projektivitásokkal. A magasabb dimenziós terek mind desargues-iak, mivel bizonyítható bennük a Desargues-tétel.
- A sík bármely pontnégyese átvihető kollineációval bármely másik pontnégyesbe, és ez a kollineáció egyértelmű
- Ha egy kollineáció három, egy egyenesre illeszkedő pontot fixen hagy, akkor a teljes egyenest pontonként fixen hagyja
- Ha egy kollineáció három, egy ponton átmenő egyenest fixen hagy, akkor a ponton átmenő összes egyenest fixen hagyja
- A projektív sík kollineációi kettősviszonytartók
- A valós projektív sík kollineációi éppen a projektív lineáris leképezések. Ez a projektív geometria alaptétele

Az identitásra vonatkozó tulajdonságok:
- Ha egy kollineáció fixen hagy négy általános helyzetű pontot, akkor identitás
- Ha egy kollineáció fixen hagy három általános helyzetű pontot, és egy rájuk nem illeszkedő egyenest, akkor identitás
- Ha egy kollineáció fixen hagy egy pontot, és három rá nem illeszkedő általános helyzetű egyenest, akkor identitás
- Ha egy kollineáció fixen hagy négy általános helyzetű egyenest, akkor identitás
- Ha egy kollineációnak két, pontonként fix egyenese van, akkor identitás

## Centrum és tengely
- Egy pont centruma egy kollineációnak, ha minden rajta átmenő egyenes fix
- Duálisan, egy egyenes a kollineáció tengelye, ha pontonként fix
- Egy kollineációnak akkor és csak akkor van tengelye, ha centruma van. Ezek a centrális-axiális kollineációk
- Ha egy centrális-axiális kollineáció centruma a tengelyén van, akkor eláció, különben dilatáció
- A projektív sík pontjainak centrális-axiális kollineációja szerinti képe megszerkeszthető, ha adva van egy egyikükre sem illeszkedő pont-pont képe pár
- A nem identikus centrális-axiális kollineációk összes fixpontja a centrum és a tengely pontjai
- Duálisan, a nem identikus centrális-axiális kollineációk összes fixegyenese a tengely és a centrumon átmenő egyenesek
- A rögzített centrumú centrális kollineációk részcsoportot alkotnak
- Duálisan, a rögzített tengelyű axiális kollineációk részcsoportot alkotnak
- A rögzített tengelyű elációk részcsoportot alkotnak az előbbi részcsoportban
- A centrális-axiális kollineációk generálják a teljes kollineációcsoportot

## Affinitások
- Egy affin kollineáció akkor és csak akkor affinitás, ha osztóviszonytartó is
- Affin Desargues-sík kollineációja akkor és csak akkor affinitás, ha osztóviszonytartó is
- Tetszőleges affin sík kollineációja akkor és csak akkor affinitás, ha a sík bármely egyenesére vett leszűkítése előáll véges sok bijektív párhuzamos vetítés szorzataként[1]

Az affinitások részcsoportot alkotnak a kollineációcsoportban.

## Lineáris algebra
Az egy testtel homogén koordinátázott projektív terek lineáris leképezései megegyeznek a tér kollineációival. A homogén koordinátázás azt jelenti, hogy a dimenziónál eggyel több koordináta van, de ezeknek csak az aránya számít. Ha egy nem nulla testelemmel végigszorozzuk a koordinátákat, akkor az új koordináták ugyanazt a pontot jelzik. Ezekben a koordináta-rendszerekben a csupa nullának nem felel meg pont.
Az affin és a projektív tér kollineációi kifejezhetők affinitások, illetve projektivitások és egy testautomorfizmus szorzataként.

## Példák
- Nevezzük antiprojektivitásnak a komplex konjugálás és a komplex projektív tér projektivitásának szorzatát. Ekkor a projektív tér egy kollineációja vagy projektivitás, vagy antiprojektivitás
- Ha a koordinátatest, vagy ferdetest egyetlen automorfizmusa az identitás, akkor minden kollineáció projektivitás, vagy affinitás. Ilyen testek a prímtestek: prímelemű testek, a racionális számtest; vagy a valós számtest, sőt, minden euklideszi test.